# قزلجه (ماه‌نشان)
قزلجه یک روستا در ایران است که در شهرستان ماه‌نشان استان زنجان واقع شده‌است. قزلجه ۱۶۶ نفر جمعیت دارد.